# Piero Aggradi
Piero Aggradi (Torino, 7 ottobre 1934 – Pescara, 17 luglio 2008) è stato un calciatore e dirigente sportivo italiano.
È scomparso nell'estate 2008 all'età di 73 anni, stroncato da un malore nella sua casa di Pescara, dove da tempo risiedeva.

## Carriera

### Giocatore
Cresciuto nelle giovanili della Juventus, esordì in Serie A con i bianconeri il 30 ottobre 1955, in occasione dell'incontro Roma-Juventus. In totale collezionò 14 presenze con la maglia bianconera, senza mai riuscire a segnare una rete.
Terminata l'esperienza con la Juventus, passò prima al Palermo in Serie B, poi all'Alessandria, con cui disputò alcune gare di Coppa Italia nel 1958, e infine al Pordenone. Con Aggradi in campo nel ruolo di centromediano, la squadra friulana conquistò nel campionato di Serie C 1959-1960 il suo miglior piazzamento di sempre: terzo, a pari punti con la Biellese.
Successivamente Aggradi giocò a Cesena, Casale e infine con i dilettanti del Chieri.
In carriera ha totalizzato complessivamente 13 presenze in Serie A e 16 in Serie B

### Dirigente

Aggradi direttore sportivo del Perugia nel 1987-1988

Cessata la carriera agonistica intraprese quella dirigenziale.
Il primo incarico da direttore sportivo fu con il Pescara nel 1974; tre anni dopo, la squadra abruzzese ottenne la sua prima promozione in Serie A.
Dopo un'esperienza a Catanzaro (sulla cui panchina sedeva all'epoca Carlo Mazzone), dal 1981 al 1986 è direttore sportivo del Campobasso. In quegli anni la società molisana conquistò la promozione in Serie B e una storica vittoria sulla Juventus in Coppa Italia, nel giorno dell'inaugurazione dello Stadio Nuovo Romagnoli.
Dal 1989 al 1996 ha ricoperto la carica di direttore sportivo del Calcio Padova. Le sue intuizioni (a lui si deve la valorizzazione di giovani quali Alessandro Del Piero, Antonio Benarrivo, Demetrio Albertini e giocatori più esperti come Angelo Di Livio) portarono la società biancoscudata a conquistare, al termine della stagione 1993-1994, la promozione in Serie A dopo 32 anni di attesa.
Nel 1998 tornò a lavorare per il Padova, al posto del dimissionario Altobelli. Tra gli acquisti più riusciti di questa seconda esperienza patavina si ricorda quello di Vincenzo Iaquinta.
Successivamente, nel 2000, ebbe una breve parentesi con il Chieti e dal 2001 con la Cavese. Fu anche opinionista in un programma sportivo abruzzese di Abruzzo Channel (Sky canale 920) e di alcuni programmi sportivi veneti.

## Palmarès

### Club

#### Competizioni nazionali
- Coppa Italia: 1

Juventus: 1958-1959